# المدرسة الألمانية الإنجيلية الثانوية بالقاهرة
المدرسة الألمانیة الإنجیلیة الثانویة بالقاهرة (بالألمانية: Deutsche Evangelische Oberschule Kairo) هي مدرسة ألمانية خاصة تقع في الدقي بمحافظة الجيزة، مصر.

## من خريجي المدرسة
- عايدة الأيوبي.
- عمرو حمزاوي.
- محمد عبد المنعم الصاوي.
- طارق كامل.
- ناصف ساويرس.
- نجيب ساويرس.
- سميح ساويرس.

## الروابط الخارجية
1. ↑  "Kontakt." Deutsche Evangelische Oberschule. Retrieved on 18 January 2015. "6, El Dokki St. Dokki / Giza" نسخة محفوظة 28 يوليو 2017 على موقع واي باك مشين.

- Official Site (German)
- Article about the cooperative religion (German)